# Манлии
Ма́нлии (лат. Manlii) — древнеримский патрицианский род, среди наиболее известных представителей которого можно выделить следующих личностей:
- Луций Манлий Капитолин Империоз (ум. после 362 до н. э.), диктатор в 363 году до н. э.;
- Гней Манлий Капитолин Империоз (ум. после 345 до н. э.), старший сын предыдущего, двукратный консул Республики (в 359 и 357 годах до н. э.), цензор 351 года до н. э.;
- Тит Манлий Империоз Торкват (ум. после 340/320 до н. э.), младший сын Луция Манлия Капитолина Империоза, трёхкратный консул (в 347, 344 и 340 годах до н. э.). Известен тем, что казнил собственного сына за нарушение воинской дисциплины;
- Гней Манлий Цинциннат (ум. 480 до н. э.), консул 480 года до н. э.;
- Марк Манлий Капитолин (ум. 384 до н. э.), консул 392 года до н. э. и герой обороны Капитолия, позже казнённый за стремление к царской власти;
- Тит Манлий Торкват (ум. 202 до н. э.), двукратный консул Республики (в 235 и 224 годах до н. э.), достигший в 231 году цензуры;
- Тит Манлий Торкват (ум. после 140 до н. э.), консул 165 года до н. э., прежде занимавший должность претора (по одной из версий, в 170 году);
- Тит Манлий Манцин[1] (ум. после 107 до н. э[2][3].), плебейский трибун 107 года до н. э[4][5][6][7][8]., по одной из версий[9], чеканивший монету в 111 и 110 годах;
- Авл Манлий, сын Квинта (возможно, носил когномен «Сергиан»[10][11]; II в. до н. э[10][11].), монетный триумвир[10][11] в 118 или 117 году до н. э., по одной из версий[10], служивший легатом в армии Гая Мария в 107—105 годах до н. э. Предположительно, приходился отцом квестору 81 года до н. э., унаследовавшему отцовский преномен, и народному трибуну 69 года до н. э[10].;
- Манлий Мальтин[12] (ум. после 88 до н. э[13][14].), один из послов сената в Вифинии в 89—88 годах до н. э[15][16]., в неустановленном году занимавший претуру[17][18];
- Авл Манлий, сын Авла (возможно, носил когномен «Сергиан»; ум. после 80 до н. э.), квестор 81 года до н. э., монетарий 80 года до н. э. По одной из версий, приходился сыном монетарию в 118 или 117 году до н. э., служившему легатом в 107—105 годах до н. э.;
- Гней Манлий (ум. после 72 до н. э.), член преторской коллегии не позднее 72 года до н. э., участник подавления восстания Спартака;
- Квинт Манлий (возможно, носил когномен «Сергиан»; ум. 69 до н. э.), триумвир по уголовным делам около 77 года до н. э., народный трибун в 69 году до н. э. По одной из версий[10], мог приходиться сыном монетарию в 118 или 117 году до н. э., служившему легатом в 107—105 годах до н. э.;
- Манлий Приск (ум. после 65 до н. э.), легат Гнея Помпея «Великого» в 65 году до н. э[19]., участник Кавказского похода римлян[20] в ходе 3-й Митридатовой войны[21];
- Манлий Лентин[22] (ум. после 60 до н. э[23][24].), один из легатов[25] пропретора Гая Помптина в Трансальпийской Галлии в 62—60 гг. до н. э[26][27][28].;
- Луций Манлий Торкват[29] (не позже 108 — между 55 и 50 до н. э[30].), консул 65 года до н. э[31][32]., занимавший не позднее 68 года должность претора[33], а после управлявший Азией[34];
- Луций Манлий Торкват[35] (ок. 90—46 до н. э[36][37][38][39].), претор 49 года до н. э[40][41]., сын предыдущего[42]. Участвовал в гражданской войне 49—45 годов до н. э. на стороне Гнея Помпея «Великого»[43][44][45];
- Манлий, сын Авла, Торкват (ум. после 52 до н. э.), глава судебной коллегии в 52 году до н. э., разбиравшей дело об убийстве Клодия. По одной из версий, не позднее 69 года до н. э. мог занимать претуру[46];
- (Манлий) Ацидин (ум. после 45 до н. э.), сын предполагаемого сенатора, который в 45 году до н. э. вместе с Луцием Кальпурнием Бибулом, Валерием Мессалой Корвином и Марком Туллием Цицероном-младшим принимал участие в путешествии по Греции;
- Авл Манлий Торкват (ум. после 42 до н. э.), квестор Гая Вибия Пансы в Цизальпийской Галлии в 43 году до н. э. В конце того же года внесён в проскрипционные списки и бежал (по-видимому, на Балканы). Известно, что Авл принимал участие в двух боях под Филиппами;
- Тит Манлий, сын Тита, Сергиан[10][47] (I в. до н. э.), имя, встречающееся на монете из Брутобриги[10], датируемой периодом около 42 года до н. э[11]. Предположительно[48], в это же время он служил легатом-пропретором в Дальней Испании[11]. Вполне тождественен[11] Титу Торквату, которого Марк Туллий Цицерон в своей речи в защиту пленного царя Дейотара называет «наилучшим юношей» (optimus adulescens[49][50]). По одной из версий[11], приходился родственником монетарию в 118 или 117 году до н. э., служившему легатом в Югуртинскую войну.